# Сигрица (нос)
Носът Сигрица (на английски: Sigritsa Point) е свободен от лед морски нос от северозападната страна на входа в Драконския залив (Драгън Коув) на североизточния бряг на полуостров Варна, остров Ливингстън. Разположен 1.6 км на юг-югоизток от нос Уилямс, 1.07 км североизточно от нунатак Сейър и 810 м на запад-северозапад от нос Фичето. Прилежащата към нос Сигрица, нос Уилямс и нос Оргънпайп свободна от лед площ е 139 ха. Районът е посещаван от ловци на тюлени през 19 век.
Координатите му са: 62°27′54″ ю. ш. 60°07′20″ з. д. / 62.465° ю. ш. 60.122222° з. д..
Наименуван е на Теодор Сигрица, кавхан при българския владетел цар Симеон Велики (9-10 век). Името е официално дадено на 15 декември 2006 г.
Британско картографиране от 1968 г., българско от 2005 г. и от 2009 г.

## Карти
- L.L. Ivanov et al, Antarctica: Livingston Island, South Shetland Islands (from English Strait to Morton Strait, with illustrations and ice-cover distribution), 1:100000 scale topographic map, Antarctic Place-names Commission of Bulgaria, Sofia, 2005
- Л. Иванов. Антарктика: Остров Ливингстън и острови Гринуич, Робърт, Сноу и Смит. Топографска карта в мащаб 1:120000. Троян: Фондация Манфред Вьорнер, 2009. ISBN 978-954-92032-4-0
- Л. Иванов. Карта на остров Ливингстън. В: Иванов, Л. и Н. Иванова. Антарктика: Природа, история, усвояване, географски имена и българско участие. София: Фондация Манфред Вьорнер, 2014. с. 18-19. ISBN 978-619-90008-1-6